# Felix Otto Dessoff

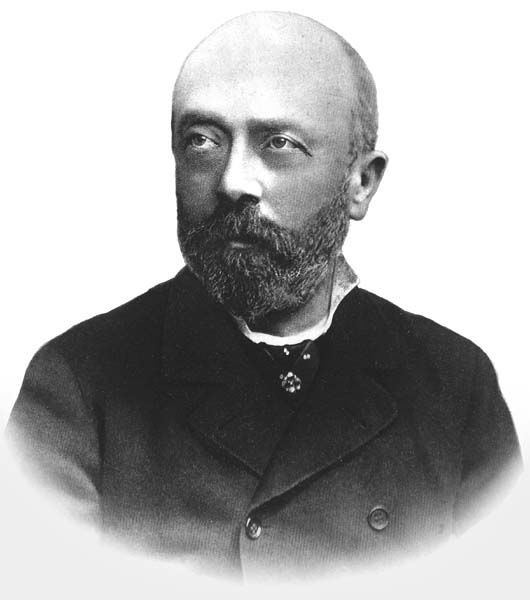
Felix Otto Dessoff

Felix Otto Dessoff (* 14. Januar 1835 in Leipzig; † 28. Oktober 1892 in Frankfurt am Main) war ein deutscher Komponist und Dirigent.

## Leben
Dessoff stammte aus einer jüdischen Tuchhändlerfamilie und erhielt seine Ausbildung 1851 bis 1854 am Konservatorium Leipzig, wo er sich mit Johannes Brahms anfreundete.
Er erhielt seine erste Anstellung am Actientheater in Chemnitz. Danach wurde er nacheinander Musikdirektor in Altenburg, Düsseldorf, Kassel, Aachen und Magdeburg. 1860 als Hofopernkapellmeister nach Wien berufen, erhielt er dort ein Jahr später eine Anstellung als Kompositionslehrer im Konservatorium der Gesellschaft der Musikfreunde in Wien (Vorgänger der Wiener Musikakademie).
In Wien unterrichtete er unter anderen Arthur Nikisch, Felix Mottl, Ernst von Schuch, Heinrich von Herzogenberg, Adolf Wallnöfer und Robert Fuchs. Er wurde Dirigent an der Wiener Hofoper und war von 1862 bis 1875 Abonnementdirigent der Wiener Philharmoniker.
Im Jahr 1875 folgte er dem Angebot, als Kapellmeister der Großherzoglich Badischen Hofkapelle Karlsruhe zu gehen, wo er Nachfolger von Hermann Levi wurde. Am 4. November 1876 war er Dirigent der Uraufführung von Brahms’ 1. Symphonie in Karlsruhe. 1877 leitete er das erste Salzburger Musikfest.
1880 folgte er einem Ruf auf die neugeschaffene Stelle des „Ersten Kapellmeisters“ an der Oper Frankfurt. Das gerade fertiggestellte Opernhaus eröffnete er am 20. Oktober 1880 mit einer Aufführung von Mozarts Don Giovanni. In Frankfurt wurde er Mitglied der Freimaurerloge Sokrates zur Standhaftigkeit.
Als Komponist hat er sich durch Klavier-, Kammermusik- und Gesangswerke bekannt gemacht, die sich stilistisch vor allem an Brahms anlehnen.
Noch Jahrzehnte nach seinem plötzlichen Tod am 28. Oktober 1892 in Frankfurt am Main galt Dessoff als einer der bedeutendsten Dirigenten seiner Zeit. Nach der Machtergreifung der Nationalsozialisten wurde er als Jude diffamiert, sein Werk und seine Bedeutung für die Musikgeschichte gerieten in Vergessenheit. Erst nach dem Zweiten Weltkrieg kam es zu einer Neubewertung und Wiederentdeckung. 2005 widmete ihm das Jüdische Museum Frankfurt eine Ausstellung.
Seine Tochter Margarete Dessoff war Chorleiterin in Frankfurt und New York. Die Grabstätte von Otto Dessoff befindet sich auf dem Hauptfriedhof in Frankfurt am Main. In Wien-Liesing (23. Bezirk) wurde 1955 die Dessoffgasse nach ihm benannt.

## Werke (Auszug)
- op. 2 Drei Clavier-Stücke
- op. 3 Sonate für Pianoforte
- op. 7 Streichquartett F-Dur (1878)
- op. 8 Fünf Lieder für eine mittlere Singstimme mit Begleitung des Pianoforte
- op. 10 Streichquintett G-Dur (1878)
- op. 11 Streichquartett E-Dur

## Schüler (Auswahl)
- Paul Ehrke (1840–1893), Opernsänger (Bass) und Gesangspädagoge